# 東日本旅客鉄道労働組合
東日本旅客鉄道労働組合（ひがしにほんりょかくてつどうろうどうくみあい、略称：JR東労組（ジェイアールひがしろうそ）、英語: East Japan Railway Worker's Union、略称：JREU）は、東日本旅客鉄道（JR東日本）の労働組合。
組合員数は2024年4月現在で2,972名。日本労働組合総連合会（連合）に所属している連合組織である全日本鉄道労働組合総連合会（JR総連）に加盟している。日本国政府や警視庁は、革マル派が浸透している組織と認識している。なお、JR東労組側は関連性を否定している。

## 概要
国鉄分割民営化で誕生した、JR東日本最大多数派の労働組合である。
JR東日本とは「共に国鉄改革を成し遂げる」目的から過去には協力関係にあり、JR東労組はJR東日本の諸施策に基本的に協力し、またJR東日本も、会社幹部がJR東労組主催の行事等に参加するなどしていた。しかし、2018年春闘で将来ベアをする場合は定額を要求し、会社と対立が深まるとストライキ予告を行うなど関係は悪化した。このため会社と労使共同宣言を締結していたが信頼関係が破壊されたとして破棄を通告された。
結局ストは行われなかったものの、2018年2月の1ヶ月間で、届出組合員数は2月1日の約4万7,000人から3月1日には約3万3,000人と大幅に減少。3月にも脱退の動きに歯止めがかからず、深澤祐二社長は4月3日、記者会見で過半数は割り込んでいるとの認識を示した。

### JR東労組綱領
- 1, 私たちは労働条件の維持・改善をはかり、経済的・社会的地位の向上をめざす。
- 1, 私たちは鉄道労働者の使命を自覚し、技術の錬磨と人格の陶冶に励み、21世紀鉄道の興隆をめざす。
- 1, 私たちは組合員の利益を第一義とする労働組合主義にもとづき、政党の支配・介入を許さず、団結を強化し、労働者の総結集をはかり、日本労働運動の統一と発展をめざす。
- 1, 私たちは国民の先頭に立ち、個人の尊厳を尊重し、日本国憲法に沿った自由にして公正・平等・平和な社会の実現をめざす。
- 1, 私たちは基本理念を同じくする国内外の労働者と連帯し、基本的人権の確立と世界平和の達成をめざす。

## 歴史
- 1987年（昭和62年）2月 - 国鉄動力車労働組合（動労）、鉄道労働組合（鉄労）、全国鉄施設労働組合（全施労）、鉄輪会（管理者組合）、真国鉄労働組合（真国労）ら11組織が合同して結成。

### 歴代委員長
- 松崎明 1987年 - 1995年
- 菅家伸      1995年 - 1996年
- 柚木泰幸   1996年 - 2000年
- 角岸幸三   2000年 - 2004年
- 石川尚吾   2004年 - 2008年
- 千葉勝也   2008年 - 2014年
- 吉川英一   2014年 - 2018年
- 山口浩治   2018年 - 2020年
- 佐藤英樹   2020年 - 2024年
- 加藤誠      2024年 -

## 事件・騒動

### 浦和電車区事件
JR東労組に所属し浦和電車区で勤務していた青年部所属の運転士が他労組組合員と交流していたことを、同労組への「組織破壊攻撃」として問題視し、2000年12月から2001年7月にかけ、集団で威圧・強迫して同労組を脱退させたほか、JR東日本会社からの退職を強要したとする事件。JR東日本会社はJR東労組との労使協力関係を維持してきたが、職場内で発生している社員間のトラブルに対し会社側はなすすべなく黙認・放置していた事態が公になり、この事件をきっかけに会社側は職場規律の確保・秩序維持を鮮明にし組合との距離を置くようになる。
当時、JR東労組は他労組組合員を自労組へ勧誘する「ハガキ行動」を行っていたが、運転士はこの行動にそもそも否定的であり、役員の説得にも応じず脱退をほのめかした。その過程で前の勤務地の同僚らとキャンプに参加していることを明らかにしたが、その中にJR東労組と敵対関係にあるJRグリーンユニオン（後のJR東日本ユニオン）の組合員がおり、一連の発言や行動が組織の統制を乱すのではないかと説明を求められた。追及を恐れた運転士は「JRグリーンユニオン組合員をJR東労組に勧誘する目的であった」という架空のストーリーを作るが、職場集会等で多数の組合員から組織破壊者であると「吊し上げ」される事態となり、自己批判をさせられた。後日ストーリーの辻褄が合わなくなりやむなく組合側に嘘であったことを告げると、さらに追及はエスカレートし組合からの脱退の表明を余儀なくされた。以後も組合員から嫌がらせを受け続け、退職に至る。
2002年11月、強要罪の疑いでJR東労組大宮地本副委員長ら組合員7人が逮捕された。一審では、検察側は「JR東労組組合員から運転士に罵声を浴びせる等して東労組脱退を迫った。東労組脱退後も運転士はJR東労組合員らから退職強要を迫り、運転士は退職した」と主張。一方組合側は「罵声を浴びせたとする日時は、運転士とはすれ違っただけで全く会話をしていない。退職強要を迫ったとする日時は乗務交代などでいることは不可能」と主張した。JR東労組組合員が発した言葉の一部は運転士によって秘密録音されたが、この秘密録音の反訳をめぐっても検察と組合側に食い違いが見られた。
2007年7月に東京地方裁判所は7名に対し有罪判決を言い渡し、それを受けJR東日本は社員籍のある6名を懲戒解雇処分（残り1名は既に自己都合退職）とした。2012年2月6日、最高裁判所は上告を棄却する決定を下し、有罪が確定した。元運転士はJR東日本に対して復職を求める民事訴訟を提起したが、2010年に和解し復職した。
起訴された組合員7人は344日間の拘留から美世志会（みよしかい）を結成し、JR東労組から裁判費用の負担や専従職員としての雇用といった援助を受けており、組合と共に「団結権に基づいた正当な組合活動」「運転士は嘘をついたことで職場にいづらくなり自ら退職した」「労組の弱体化を狙い国によって仕組まれた冤罪」と主張し活動を続けている。
なお、この事件については左派に属していると言われている佐藤優、週刊金曜日、二木啓孝が警察・公安当局を批判している。

### 大量脱退騒動
2018年2月中旬から4月1日までで、約2万9000人もの組合員が脱退し、同年1月時点で約4万7000人（社員の約8割が加入）であった組合員が半数以下（30パーセント台）になったことが報じられた。7月までに、全体の7割超に相当する3.3万人が脱退した。
2018年春闘において主要な闘争方針として「格差ベア（個々の基準給に対する定率での定期昇給）」を永久に根絶し、ベアを実施するときは全員一律同じ金額での昇給「定額ベア」を求めていたが、永久に根絶などという要求は会社側にとっては将来の経営権にまで踏み込む過度な要求と受け取られ、とても相容れるものではなかった。会社側が譲歩しないとみた組合側は「平和裡に話し合いで解決」するという労使共同宣言締結以降初めて、ストライキ権行使について定期委員会で方針決定し、会社と厚生労働省へ通知した。事態を重くみた会社側は組合との対応を国鉄改革以来の「労使協力関係」から、是々非々の対応に切り替えると表明し、労使共同宣言も破棄した。これを端緒として急速に脱退者が増加していった。会社は、3月16日には基本給に0.25％を乗じた額の定率ベアを回答、組合側は結局スト権を行使せず妥結したが、当初の「格差ベア永久根絶」とはほど遠い成果であったにもかかわらず「大きな成果を勝ち取る」などと不可解な宣伝に終始した。
春闘のスト権一票投票・スト権確立・行使通告・妥結に至るまでの一部役員が主導した不可解な闘争経過と辻褄の合わない説明、役員・組合員間の意識との乖離が埋められないまま見切り発車的に拙速かつ大義のない実力闘争に傾斜・固執したことはもちろんであるが、総額で基本給の5％以上という高額な組合費（後に東労組から分裂したJR東日本輸送サービス労働組合の組合費は年代×100、例20代は2000円でボーナス徴収無し)や乗務員偏重の運動方針、36協定を極端に短期間とした締結を期限間際に度々繰り返すことによる不安定な勤務発表と勤務作成者への過度の負担、浦和電車区事件・国政選挙をはじめとして闘争方針の貫徹にこだわるあまり普段から組合員を過度に締め付けていることなど、普段からの運動方針に対して、既に多数の組合員から求心力を失っていたばかりか不満が蓄積されていたところ、18春闘の混乱が生じたことからこれに乗じた急速な大量脱退につながったとされる。
組合側は、この大量脱退について「不当労働行為ともとられる指示が、会社より各地で行われていた」と主張している。
4月12日、JR東労組は臨時大会を開催し、一連の騒動の責任は中央本部にあったとし、当時の委員長であった吉川英一の執行権剥奪、組合員資格停止処分を決定し、その後6月に開催された定期大会において一連の騒動を「敗北」と総括したうえでスト権の完全消滅を確認。執行部を刷新した。
離脱した元組合員の一部は、親睦団体「社友会」を設立、一部の社員は新しい労働組合(東日本新鉄道労働組合など)を結成したり、JR連合系のジェイアール・イーストユニオンに移籍した者もいるが、若い世代の労組離れなどといった価値観の変化もあり、大半はいずれの組合にも加入していないとされている。

### 分裂
2018年6月23日、JR東労組高崎地方本部の元専従者らによって「JR東労働組合」（通称ひがし労）が結成された。2020年には、元高崎地方本部執行委員長でJR総連役員も務めた人物がJR東労組を脱退し、同労組に加盟した。
2020年2月、2000人以上の組合員が脱退し、新労組「JR東日本輸送サービス労働組合」（略称JTSU-E）を立ち上げた。新労組の立ち上げには、スト計画を積極的に推進したとされる東京、八王子、水戸の3地方本部が中心となった。
JR東労組側は、「分裂は組織破壊であり許せない。（スト計画の失敗を認めない）自らの主張が通らないからといって、今春闘を目前にした分裂には憤りを禁じ得ない」と反発した。しかし、輸送サービス労働組合側は新組合を立ち上げた理由を、当時東労組水戸地本（現輸送サービス労働組合）の組合員4名が起こした不当労働行為の個人訴訟に対して、東労組中央本部が訴えを取り下げるよう圧力をかけたことに「不当労働行為を無かったことにできない」と方針に反対したことを理由にあげている。なお美世志会は東労組に残留している。

## 革マル派との関係
2010年2月、警察庁は広報誌にて「労働運動等への介入を強めた過激派」への動向に警鐘を鳴らした上で、「JR東労組やJR総連に革マル派が浸透している」との認識を示した。
この事から衆議院議員の佐藤勉が、第174回国会の質問主意書にて総理大臣の鳩山由紀夫に本件を問い質したところ、鳩山首相は「JR総連及びJR東労組の影響を行使し得る立場に、革マル派活動家が相当浸透している」との答弁書を送付した。
さらに、8月3日に開催された第175回国会予算委員会にて、佐藤と同じく衆議院議員の平沢勝栄が「JR総連及びJR東労組の政策調査部長という幹部が、民主党の公認で全国比例区から出馬し当選している」と指摘。
それに対して防災担当大臣（当時）の中井洽は「革マル派が相当浸透しているとの認識は事実である」と答弁した。
また、総理大臣（当時）菅直人は「いろいろな労働団体、さらにはいろいろな各種の団体、そういうところから候補者が民主党から出たいということで、当時の執行部として判断されて公認をした」との答弁を行った。
なお、JR東労組側は関連性を否定しているが、警察庁は2021年現在においても「革マル派が相当数浸透している」との認識を崩しておらず動向を注視している。

## 政党との関係
2010年に民主党の田城郁をJR総連と共に組織内候補している。